# Melitaea minor
Melitaea minor är en fjärilsart som beskrevs av Henry John Elwes 1899. Melitaea minor ingår i släktet Melitaea och familjen praktfjärilar. Inga underarter finns listade i Catalogue of Life.